# Карачуновка (Криворожский район)
Карачуновка (до 2024 — Чка́ловка; укр. Карачунівка) — село, Чкаловский сельский совет, Криворожский район, Днепропетровская область, Украина.

## История
В 1946 году село Лозоватка переименовано в Чкаловку.
19 сентября 2024 года Верховная Рада поддержала переименование села Чкаловка в Карачуновку. 26 сентября 2024 года переименование вступило в силу.

## Характеристика
Код КОАТУУ — 1221887701. Население по переписи 2001 года составляло 666 человек.
Является административным центром Чкаловского сельского совета, в который, кроме того, входят сёла Грузская Григоровка, Дружба, Ингулец и Радионовка.

### Географическое положение
Село находится на правом берегу реки Ингулец в месте начала Карачуновского водохранилища, выше по течению на расстоянии в 1,5 км расположено село Лозоватка, ниже по течению на расстоянии в 2 км расположено село Ингулец на противоположном берегу — село Лозоватка. Через село проходит автомобильная дорога Н-23.

## Объекты социальной сферы
- Дом культуры.
- Фельдшерско-акушерский пункт.

## Достопримечательности
- Братская могила советских воинов.
- Восстановленный храм.